# Chef d'escadre

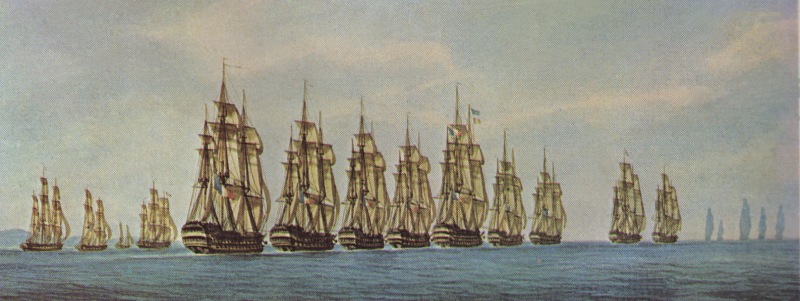
Peinture d'une escadre, par François Roux.

Chef d'escadre était un grade de la marine de guerre française sous l'Ancien Régime. Il s'agit d'un officier général qui commande une escadre, flotte de moins de vingt vaisseaux de ligne, elle-même découpée en divisions navales. Ce grade est équivalent à celui de maréchal de camp dans l'armée de terre, et a existé entre 1627 et 1791, date à laquelle il est remplacé par celui de contre-amiral.
Limité dans un premier temps, le nombre de chefs d'escadre connait une forte augmentation sous les règnes de Louis XIV, Louis XV et Louis XVI. 

## Définition
Les chefs d'escadre étaient des officiers généraux de la marine. Dans son Histoire de la milice françoise (1721), l'historiographe jésuite Gabriel Daniel en donne la définition suivante :

« Ce terme d'Escadre qu'on donnoit autrefois à une troupe de soldats des armées de terre, […], et qu'on appelle aujourd'huy Escouade : ce terme, dis-je, est devenu propre de la milice de mer. On appelle Escadre un détachement ou une division de vaisseaux. Le Chef d'Escadre est l'Officier qui la commande. Je trouve que sous le Règne de Louis XIII, on donnoit ce nom de Chef d'Escadre au Commandant Général de l'armée navale, quand il n'étoit point Amiral. »

## Le chef d'escadre dans la hiérarchie de la Marine royale
Dans la Marine royale, le corps des officiers était divisé en trois groupes : les « officiers subalternes » (enseigne de vaisseau, lieutenant de vaisseau), les « officiers supérieurs » (capitaine de corvette, capitaine de frégate, capitaine de vaisseau) et les « officiers généraux » (chef d'escadre, lieutenant général, vice-amiral commande au lieutenant-général, vice-amiral de France), placés sous le commandement de l'Amiral de France. 
Le grade de chef d'escadre est donc le premier grade parmi les officiers généraux, situé au-dessus de celui de capitaine de vaisseau, dernier grade des officiers supérieurs, et sous celui de lieutenant général des armées navales. Les chefs d'escadres étaient choisis parmi les capitaines de vaisseau.
Il existait également une hiérarchie entre les chefs d'escadre. Cette hiérarchie était alors basée sur leur ancienneté (d'après leurs dates de promotion à ce grade). Cependant par l'ordonnance du 3 août 1674, un chef d'escadre portant le titre de provinces où étaient situés les arsenaux de Marine, et étant dans le port de son département, y commande, y compris en présence d'un officier plus ancien que lui.

## Évolution du grade et du nombre de chefs d'escadres
Les premiers furent créés par Louis XIII en 1627 : il y avait un chef d'escadre de Normandie commandant le port du Havre, un de Bretagne pour Brest et un de Guyenne pour Brouage. Chacun de ces chefs d'escadres, officiers d'épée, était flanqué d'un commissaire général, officier de plume.
Leur nombre va rapidement croître : en 1635 est créé un chef d'escadre de Provence, en 1647 un chef d'escadre de Flandre, en 1663 un de Poitou-Saintonge, en 1673, un de Picardie et un de Languedoc, en 1689 un d'Aunis, en 1701 un d'Amérique en 1707 un de Roussillon. Après 1715, il y a plus de chefs d'escadre que de provinces littorales, ils prennent donc le titre de « chefs d'escadre des armées navales ». À partir de 1772, ils sont au nombre de vingt-cinq.
Les chefs d'escadres étaient choisis parmi les capitaines de vaisseau ; ils arboraient comme insigne de commandement une cornette en haut du grand-mât de leur navire amiral.
Jusqu'en 1748, les officiers généraux des galères de France portent le titre de chefs d'escadre des Galères. À cette date ils sont assimilés aux chefs d'escadre des armées navales.
Le grade de chef d'escadre est remplacé en 1791 par celui de contre-amiral.

## Liste (partielle) des chefs d'escadre
(G) : chef d'escadre des galères – (R) : retiré avec provisions de chef d'escadre honoraire (ad honores)

## Sources et bibliographie
- Gabriel Daniel, Histoire de la milice francoise, et des changemens qui s'y sont faits depuis l'etablissement de la Monarchie Francoise dans les Gaules jusqu'à la fin du Regne de Louis le Grand, vol. 2, chez Denis Mariette, Jean-Baptiste Delespine, Jean-Baptiste Coignard, 1771, 770 p. (lire en ligne), p. 705-706
- Denis Diderot et Jean Le Rond d'Alembert (dir.), Encyclopédie ou Dictionnaire raisonné des Sciences, des Arts et des Métiers, Chez Briasson, 1753 (lire en ligne), p. 272
- Meslin, Mémoires historiques concernant l'ordre Royal et militaire de Saint-Louis, Imprimerie Royale, 1785 (lire en ligne), p. 119-127 et p. 193-207
- Martine Acerra, José Merino, Jean Meyer et Michel Vergé-Franceschi, Les marines de guerre européennes : XVIIe – XVIIIe siècle, Presses Paris Sorbonne, 1998, 447 p. (ISBN 978-2-84050-097-1, lire en ligne)
- Jacques Aman, Les officiers bleus dans la marine française au XVIIIe siècle, Librairie Droz, 1976, 201 p. (ISBN 978-2-600-03375-6, lire en ligne)
- Alexandre Mazas, Histoire de l'ordre royal et Militaire de Saint-Louis, vol. 2, Firmin Didot frères, fils et Cie, 1860 (lire en ligne)
- Michel Vergé-Franceschi (dir.), Dictionnaire d'Histoire maritime, éditions Robert Laffont, coll. « Bouquins », 2002 (ISBN 2-221-08751-8 et 2-221-09744-0)